# Brovarî
Brovarî (în ucraineană Бровари) este oraș regional în regiunea Kiev, Ucraina. Deși subordonat direct regiunii, orașul este și reședința raionului Brovarî. 

## Demografie
Componența lingvistică a orașului Brovarî
     Ucraineană (86,44%)
     Rusă (12,89%)
     Alte limbi (0,38%)
Conform recensământului din 2001, majoritatea populației orașului Brovarî era vorbitoare de ucraineană (86,44%), existând în minoritate și vorbitori de rusă (12,89%).

## Istorie
Uniunea statală polono-lituaniană 1630–1667

 Țaratul Rusiei 1667–1721

 Imperiul Rus 1721–1917

 RSS Ucraineană 1920–1922

 Uniunea Sovietică 1922–1941

 Imperiul German (ocupația) 1941–1943

 Uniunea Sovietică 1943–1991

 Ucraina 1991–prezent 